# خودخون‌ریزی

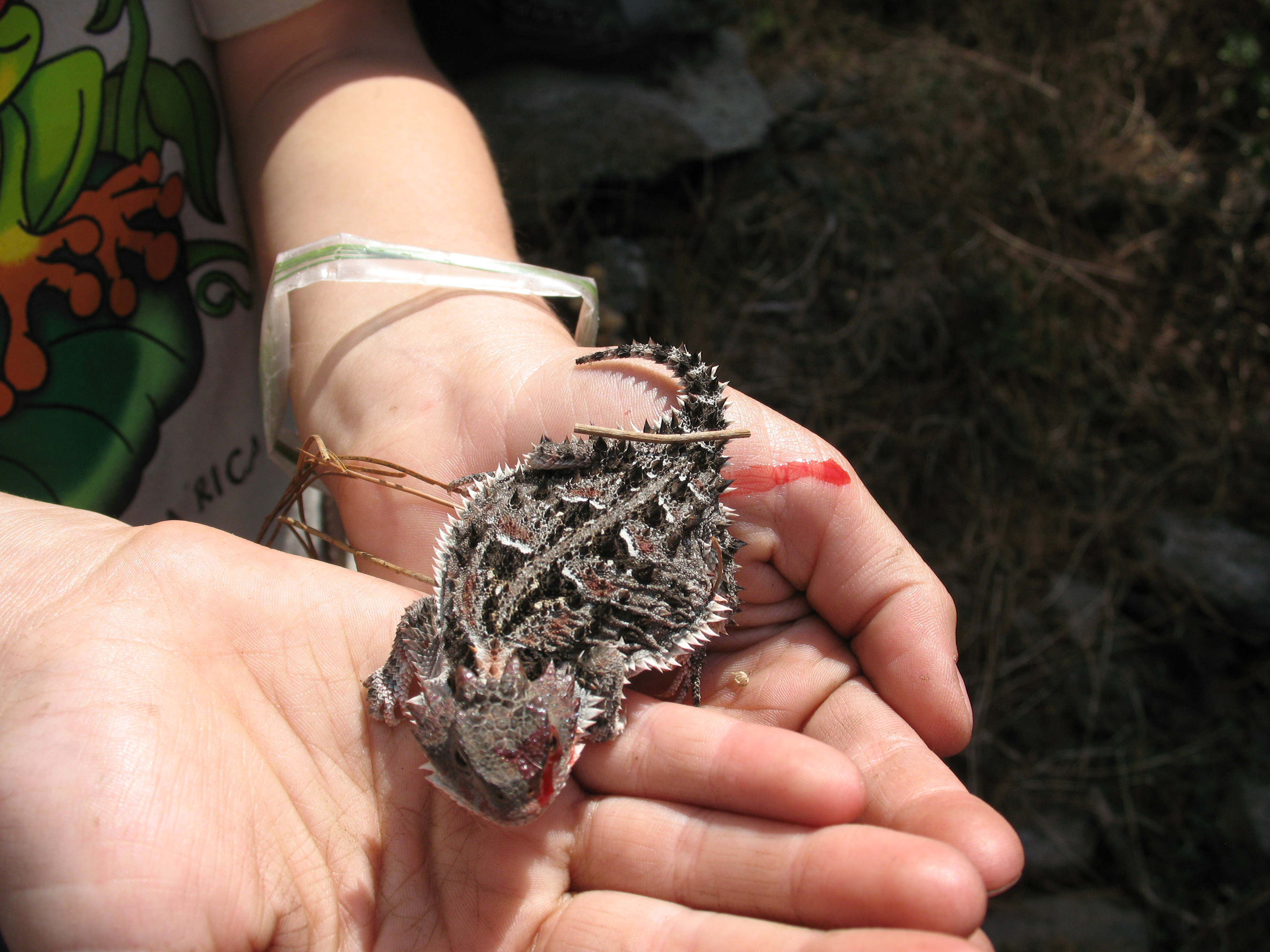
مارمولک شاخدار که خودخون‌ریزی را نشان می‌دهد.

خودخون‌ریزی (به انگلیسی: autohaemorrhaging) یا واکنش خون‌ریزی (به انگلیسی: reflex bleeding)، عملی در جانوران است که به‌طور عمدی خون را از بدن خود خارج می‌کنند. خودخون‌ریزی به دو روش دیده شده‌است. در شکل اول، خون به سمت شکارچی پاشیده می‌شود. خون این جانوران معمولاً دارای ترکیبات سمی است که این رفتار را به یک سازوکار دفاع شیمیایی مؤثر تبدیل می‌کند. در شکل دوم، خون پاشیده نمی‌شود، بلکه به آرامی از بدن جانور خارج می‌شود. به نظر می‌رسد که این شکل یک اثر بازدارنده دارد و توسط جانورانی که خون آنها سمی به نظر نمی‌رسد به کار می‌رود. بیشتر جانورانی که خودخون‌ریزی می‌کنند حشرات هستند، اما برخی از خزندگان نیز این رفتار را نشان می‌دهند.

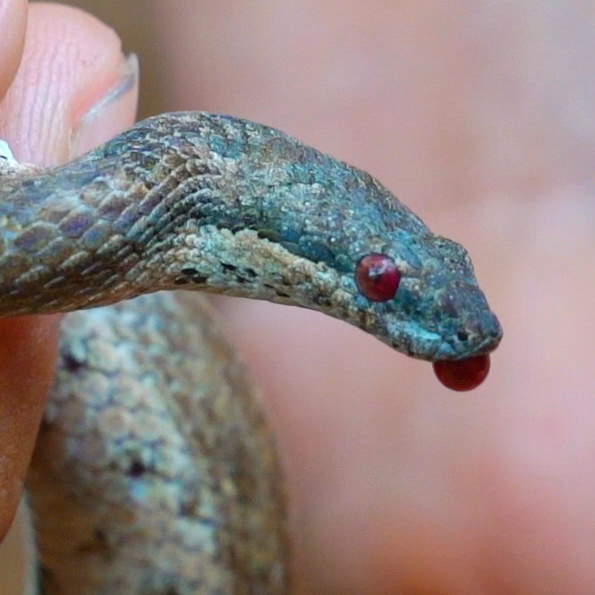
یک مار چوبی ایندیانای غربی که خون‌ریزی خود را نشان می‌دهد. چشم‌ها به‌طور کامل پر از خون است و چند قطره از دهان خارج می‌شود.